# Ourense
Ourense (galicijsky a portugalsky Ourense, španělsky Orense) je lázeňské město, třetí největší sídlo Galicie, země na severozápadě Španělska; v roce 2022 zde žilo 104 891 obyvatel. Město leží v jižní části Galicie na soutoku řek Miño, Barbaña a Loña. Je centrem provincie Ourense, jedné ze čtyř provincií Galicie.

## Administrativní dělení
K městu je přičleněno 18 obcí a jejich 21 farních obvodů (parroquías).

## Dějiny
První osídlení z doby římské antiky zanechalo silnici s kamenným mostem přes řeku Miño, také začaly být využívány zdejší termální prameny (o teplotě 30 – 88°C), zvané španělskyAs Burgas.
Římany vystřídal germánský kmen Svébů, který přijal křesťanství a již v 5. století bylo město sídlem biskupa. Svébský král Teodomiro († 570) dal postavit první katedrálu v Ourense poté, co konvertoval od arianismu ke katolicismu. Neustálé nájezdy maurských dobyvatelů pod vedením Abdelazíze a Almansora, stejně jako Normanů, město tak zpustošily, že po několik staletí zůstalo téměř neobydlené. Až v roce 1071 byla pod osobní ochranou kastilského krále Sanča II. dokončena jeho rekonstrukce.
Architektura vyniká dosud románskou katedrálou z 12. století, gotickým kostelem Nejsvětější Trojice a dalšími kostely a památkami včetně mostů. 
Od 13. století město patřilo k nejdůležitějším obchodním centrům Galie, s velkou židovskou čtvrtí. Obchodovalo se hlavně s vínem a olivovým olejem. V 90. letech 15. století královna isabela vydala nařízení o vyhnání Židů a konvertitů ze země. 

## Doprava a hospodářství
V roce 1959 byla otevřena trať Sierra de la Culebra, vysokorychlostní železniční spojení s Madridem. Po ní byla dokončena výstavba železniční trati Ourense–Zamora a byl postaven nový most, který zajišťuje další přístup do Galicie. To vedlo k hospodářskému růstu, zvýšené poptávce po pracovní síle a rozšíření trhu s bydlením.
V současnosti je město největším železniční uzlem Galicie, prochází jim jak elektrifikovaná trať z Leónu a Monforte de Lemos do Viga, tak vysokorychlostní trať Olmedo–Zamora–Galicie, jež navazuje na vysokorychlostní trať Madrid–Segovia–Valladolid.
Město a jeho provincie byly v posledních dvou stoletích poměrně chudé. Z průmyslu se rozvíjela převážně textilní výroba (vyřazená v posledních desetiletích čínskou konkurencí) a potravinářství. Dosud vyniká produkce vína a tradičního kávového likéru, a také olivového oleje. 

## Památky
- Římský most Ponte Vella, z nejstaršíhoo mostu z doby císaře Augusta se dochovalo jen několik kamenů. Byl postaven jako součást XVIII. římské silnice Antoninova itineráře. Ve 13. století byl přestavěn, což mu dalo jeho současný gotický profil s lomenými oblouky. teprve v 17. století mu stavitel Melchor de Velasco dal jeho současnou podobu. Mostecká věž, která je v městském znaku, byla zničena v 19. století. Nedaleko mostu stojí kaple ze 16. století, Capilla dos Remedios.
- Katedrála sv. Martina založena roku 572, současná stavba v přechodném románsko-gotickém stylu 12./13. století byla postavena za krále Alfonse III. pod vlivem katedrály v Compostelle, hlavní oltář vysvěcen roku 1188 [2]. V katedrálním muzeu je mj. vystaven cenný procesní kříž rytířů z Leónu, dva misály, poklad svatého Rosenda a procesní monstrance ze 17. století.
- As Burgas, zahrada s prameny termální vody o teplotě 64–88°C. Prameny mají obsah křemičitanu, fluoru a lytinu, jsou vhodné pro léčení dermatóz. V dolní části zahrady je bazén Burga de Abaixov novoklasicistní kašně z poloviny 19. století, má tři patra a městský znak. Schody vedou k bazénu se dvěma alegorickými sochami: A casa da nube („Dům mraků“) a Calpurnia Abana (?). V horní části zahrady je Horní bazén „Burga de Arriba“, v lidovém stylu 17. století. Vpravo je instalována replika čtyř oltářů, jejichž originály jsou v městě.
- Kostel sv. Jakuba v As Caldas, gotický kostel řádu sv. Jakuba od meče, na studených minerálních pramenech
- Kostel Panny Marie matky Boží (Iglésia Santa María Madre), románský předchůdce katedrály byl v roce 1722 zbořen a přestavěn v barokním slohu. Z původní baziliky se dochovalo jen několik sloupů s mramorovými hlavicemi.
- Kostel sv. Eufémie (Iglésia Santa Eufemia) , trojlodní barokní kostel na půdorysu latinského kříže, z bývalého jezuitského kláštera. Stavbu zahájil stavitel Plácido Iglesias v polovině 17. století, průčelí bylo dokončeno o století později, datuje je nápis na portálu. Po zrušení jezuitského řádu byl využíván jako farní kostel; významný barokní oltářní obraz a socha „Krista v naději“.
- Kostel sv. Dominika (Iglésia Santo Domingo), jednolodní renesanční s kupolí nad křížením, s králvoským erbem a královskou korunou na střeše; při dominikánském klášteře postaven v 17. století; pozoruhdné barokní oltářní obrazy.
- Kostel sv. Františka (Iglésia San Francisco): františkánský kostel s klášterem ze 14. století, nad městem.
- Pazo de Oca-Valladares, renesanční šlechtický palác vévody z Osuny, z poloviny 16. století, pět erbů galicijských rodin na fasádě balkónu. Od roku 1850 sídlem městského kulturního sdružení Liceo Recreo.
- Archeologické muzeum: sídlí v románském biskupském paláci z 12. století

## Galerie

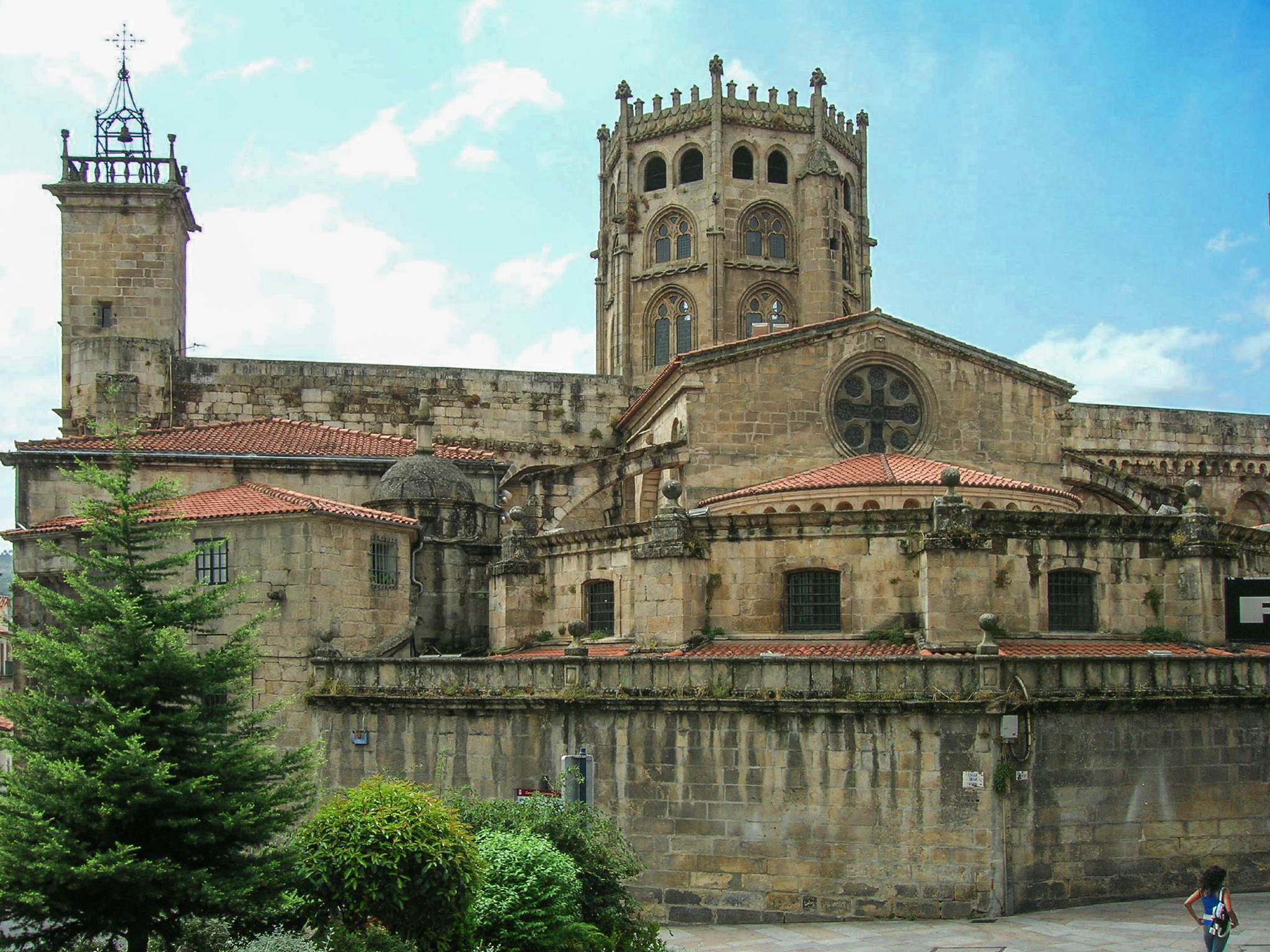
Katedrála sv. Martina
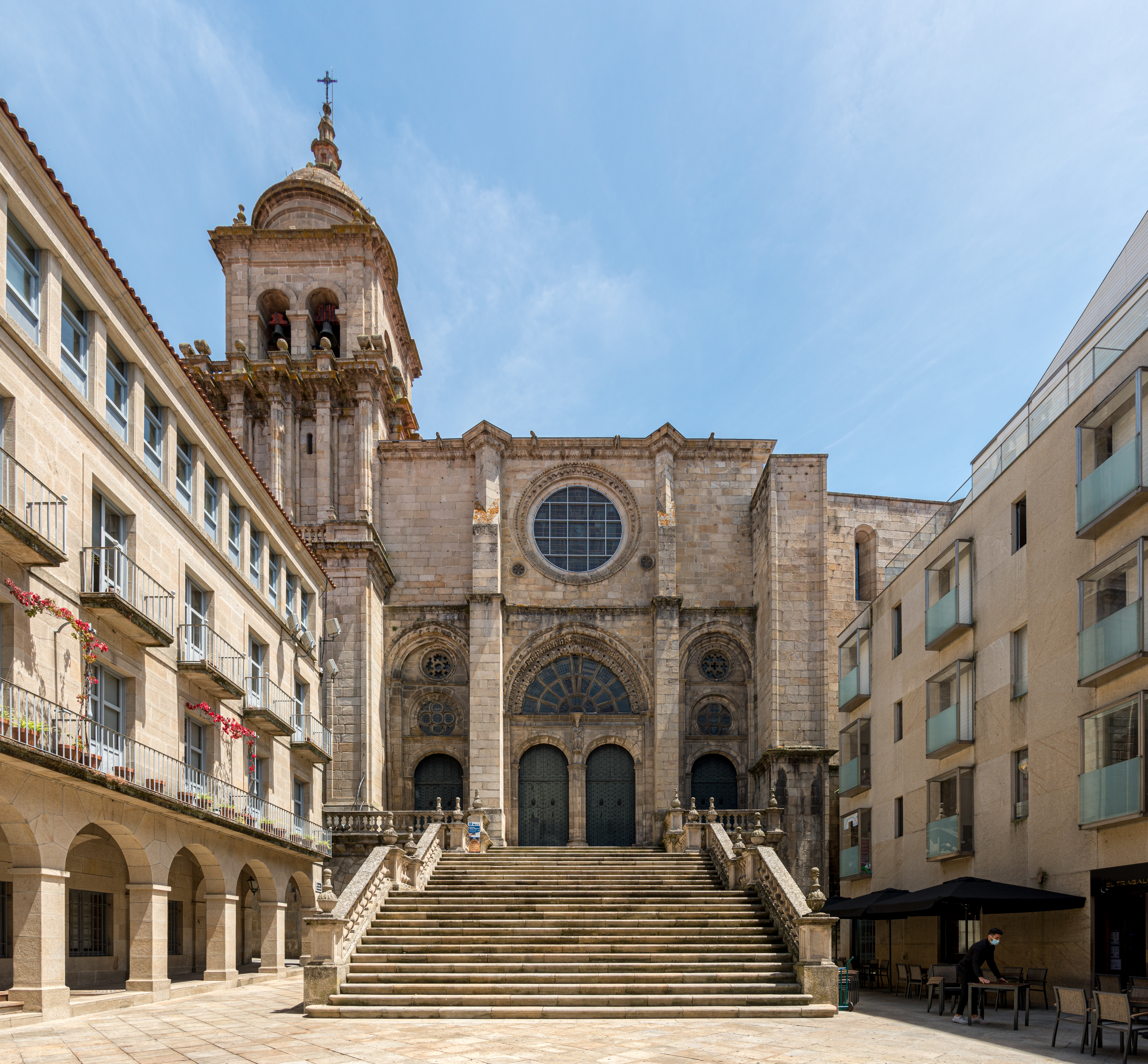
Katedrála (západní průčelí)
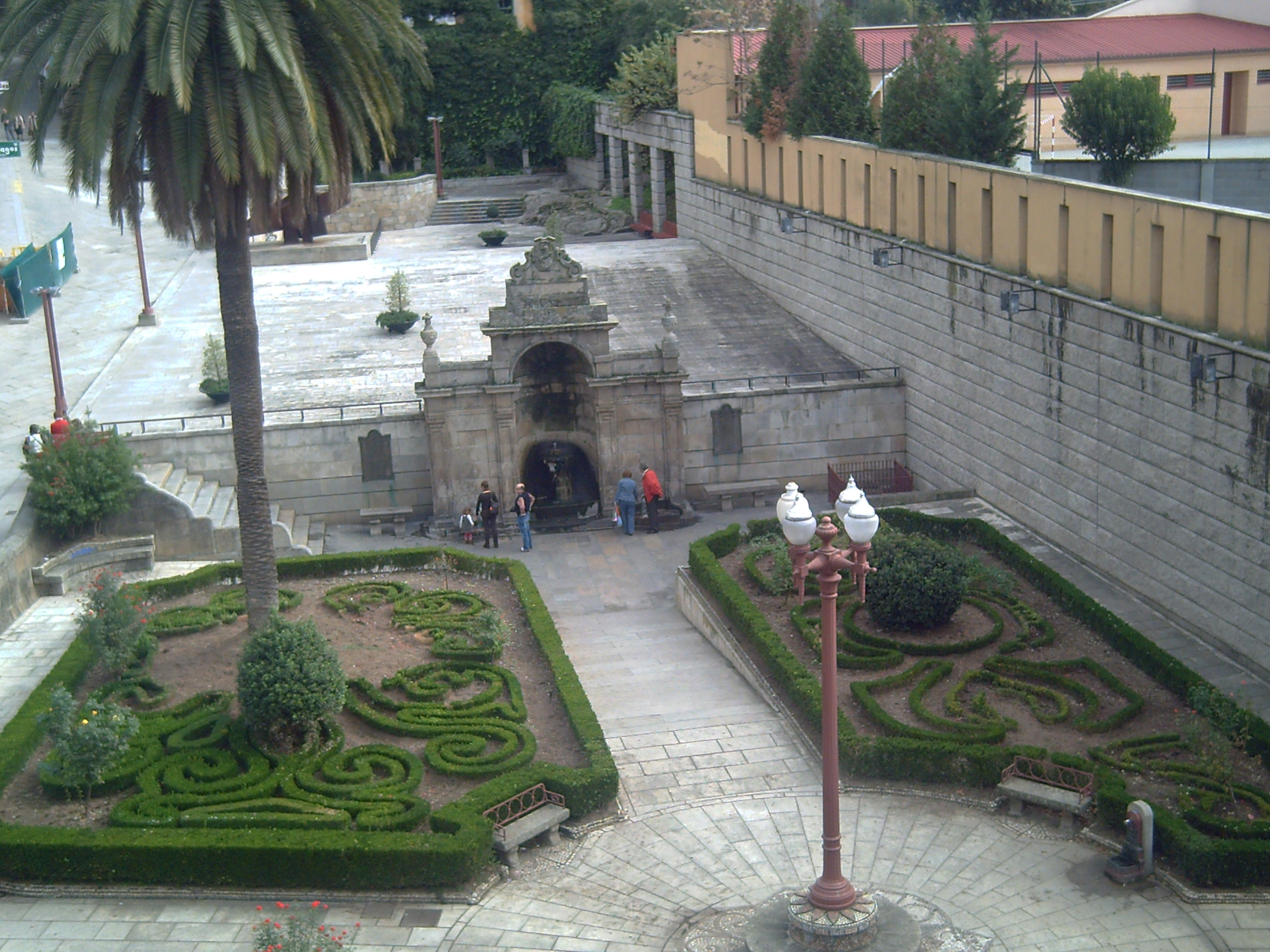
As Burgas s termálními prameny
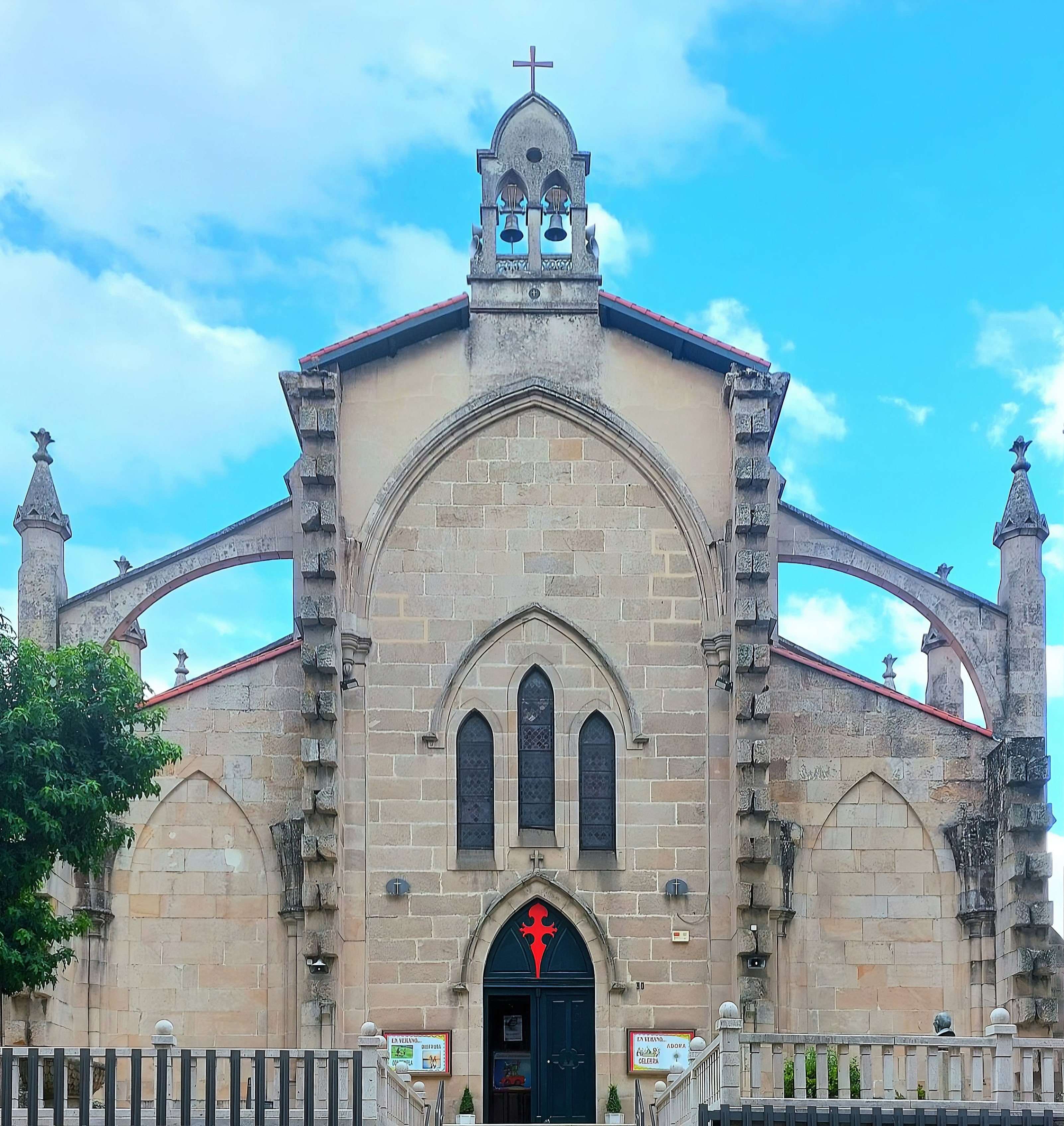
Kostel sv. Jakuba v As Caldas
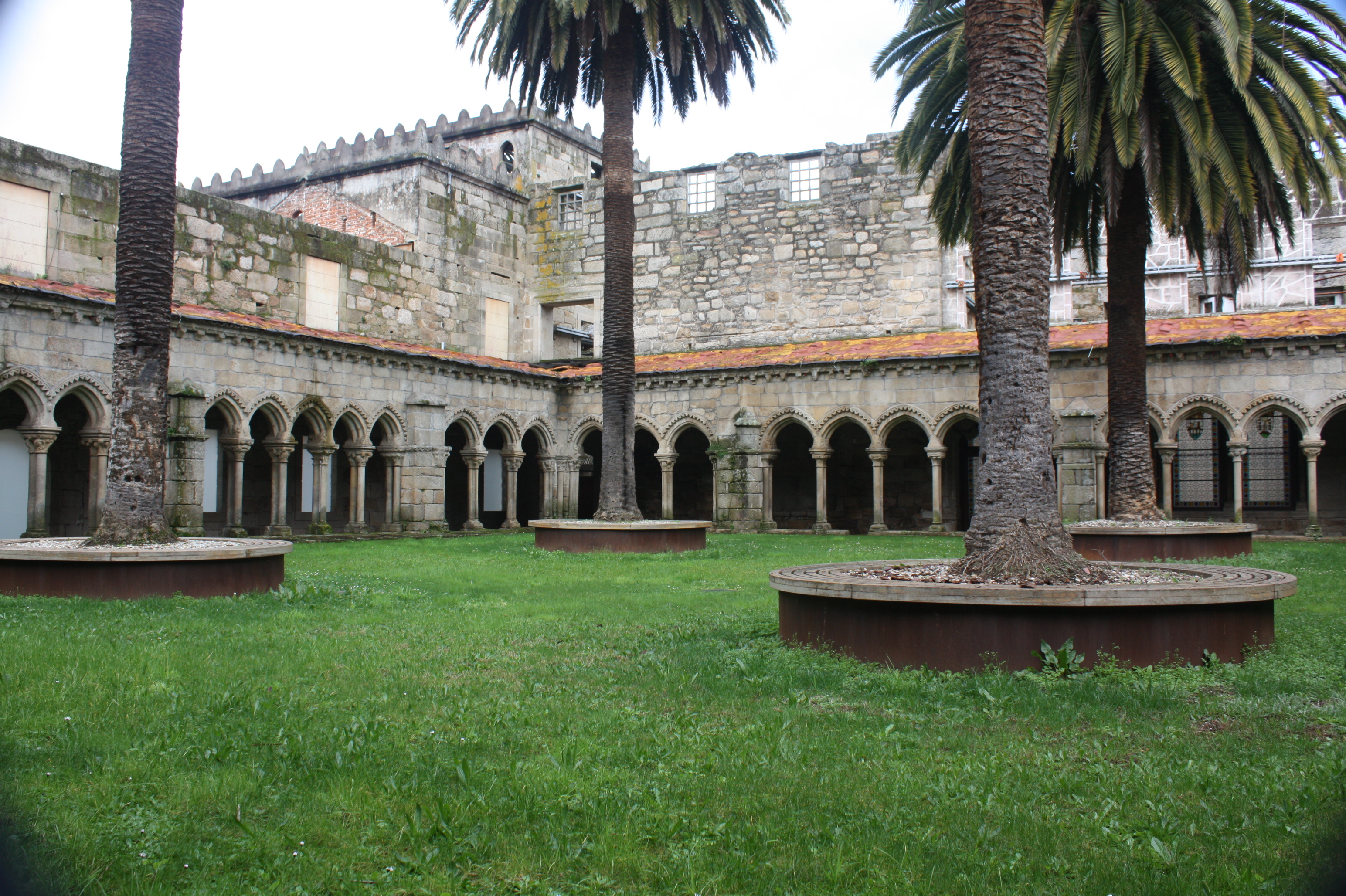
Klášter františkánů

## Slavní rodáci
- José Ángel Valente, spisovatel
- Vicente Risco, spisovatel
- Ramón Otero Pedrayo, spisovatel
- Curros Enríquez, spisovatel
- Alberto Núñez Feijóo, předseda galicijské xunty
- Miguel Ángel González Suárez (1947–2024), fotbalový brankář

## Partnerská města
- Maracaibo, Venezuela
- Quimper, Francie
- Tlalnepantla de Baz, Mexiko
- Vila Real, Portugalsko